# Иркутский институт благородных девиц
Иркутский институт благородных девиц (Девичий институт Восточной Сибири) — женское образовательное учреждение (институт благородных девиц) Российской империи.

## История
В середине XIX века иркутское сообщество обратилось к генерал-губернатору Вильгельму Яковлевичу Руперту с просьбой открыть учебное заведение для девочек, так как дворянские семьи и высокопоставленные чиновники были вынуждены отправлять дочерей на учёбу в Санкт-Петербург и Москву из-за отсутствия женского учебного заведения в Иркутске. В 1840 году генерал-губернатор предоставил в Собственную Императорского Величества Канцелярию «Проект устава Девичьего института Восточной Сибири», который был одобрен с небольшими изменениями в августе 1842 года.

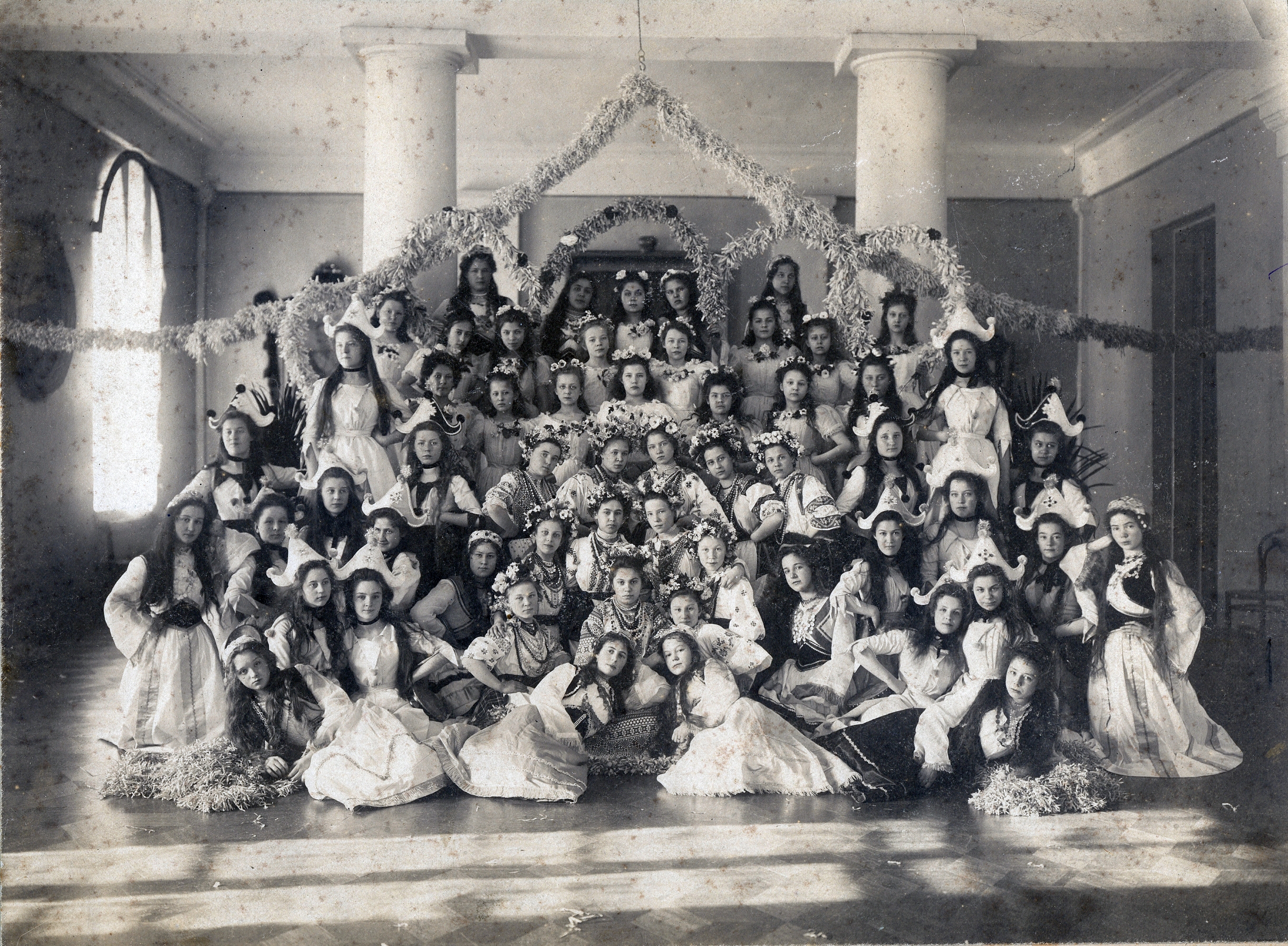
Бал-маскарад в Иркутском институте благородных девиц, 1902-1903 гг.

Но только 1 июля 1845 года институт начал приём воспитанниц. Первое здание института было деревянным и располагалось на улице Шелашниковской (в настоящее время улица Октябрьской революции). На содержание здания и учебного заведения средства дали купцы и золотопромышленники, в числе которых были Е. А. Кузнецов, П. В. Голубков, Н. Ф. Мясников, А. Я. Немчинов и другие.
Зданию института требовался ремонт, и во время его проведения институт переезжал на дачу купца Ефимия Андреевича Кузнецова, что он сделал безвозмездно. В феврале 1850 года в институте произошёл пожар, в результате которого сгорел флигель, в котором помещались больница, кухня и квартира эконома. После пожара, в марте этого же года, Е. А. Кузнецов передал начальнику совета института генерал-губернатору Н. Н. Муравьеву-Амурскому денежные средства на более чем 110 тысяч рублей серебром, которые предназначались для приобретения земельного участка и возведения на нём нового каменного здания института. Местом для его строительства была выбрана территория на берегу Ангары.
28 августа 1855 года был заложен фундамент нового здания института благородных девиц. Автором его проекта стал иркутский архитектор А. Е. Разгильдеев. После продолжавшегося пять лет строительства — 14 июля 1861 года институт переехал в новое каменное помещение. 27 июля — в день рождения императрицы Марии Александровны, прошло освящение институтской домовой церкви Александры Римской, иконостас и утварь которого были перенесены из прежнего храма.
На нижнем этаже главного здания института размещались комнаты классных дам, учительская, столовая, кухня, баня и прачечная. Второй этаж предназначался для рекреационного зала, учебных классов, музыкальных комнат и библиотеки. На третьем этаже располагались церковь, комната для горничных, дортуары (спальные комнаты). На институтской территории находились служебные постройки: лазарет, погреб, людская, кухня, квартиры священника и эконома. При институте был большой, ухоженный парк с аллеями, площадками для игры в крокет и волейбол.
Деятельностью института руководил Совет, председателем которого до 1866 года являлся генерал-губернатор. Первой начальницей Девичьего института Восточной Сибири была назначена Каролина Карловна Козьмина, известная как наставница детей некоторых из декабристов. Среди воспитанниц института также были: дочери С. П. Трубецкого — Елизавета и Зинаида, дочь В. Ф. Раевского — Софья, внучки Н. А. Бестужева — Екатерина и Наталья Гомбоевы.
В 1896 году Девичий институт Восточной Сибири поменял своё название на Иркутский институт императора Николая I, что было сделано по высочайшему повелению императрицы Марии Фёдоровны в честь 50-летия организации института.
После Октябрьской революции Иркутский институт благородных девиц перешёл в ведение Советов народных депутатов. В годы Гражданской войны учебное заведение оказалось втянутым в боевые действия и было частично повреждено. После этих событий воспитанницы института были распущены по домам, но после ремонта здания вернулись к учёбе (в период контроля города белыми). После установления в Иркутске советской власти по решению Народного комиссариата государственного призрения делами института стал управлять специально созданный комитет; воспитанниц института перевели в сиропитательный дом.
Также в период Гражданской войны, в 1920 году, здание бывшего института благородных девиц было передано вновь созданному Иркутскому государственному университету. В настоящее время это здание является одним из корпусов Иркутского университета, в котором расположены его физический и математический факультеты Находящееся по адресу бульвар Гагарина, 20, оно является памятником архитектуры.